# Potjomkin (bojna ladja)
Potjomkin (rusko Потёмкин) je bila bojna ladja Črnomorske flote Ruske imperialne mornarice. Zaslovela je po uporu posadke junija 1905 med rusko revolucijo 1905, ki zdaj velja za prvi korak k ruski revoluciji 1917. Upor je bil osnova za nemi film Sergeja Eisensteina Križarka Potemkin.

## Zgodovina
Med rusko-japonsko vojno je bilo veliko najbolj izkušenih častnikov in mornarjev Črnomorske flote premeščenih na ladje v Tihem oceanu za nadomeščanje izgub. Po tem so v floti ostali vpoklicani vojaki in manj sposobni častniki. Po novicah o katastrofalni cušimski bitki, je morala padla na najnižjo točko in vsak najmanjši incident bi lahko zanetil veliko katastrofo. To situacijo in pravkar potekajoče demonstracije je izkoristil centralni komite social-demokratske organizacije Črnomorske flote in začel priprave za sočasni upor na vseh ladjah flote.
27. junija 1905 je bil Potjomkin na strelski vaji blizu otoka Tendra, ko je veliko vpoklicanih mornarjev zavrnilo boršč, ki je bil narejen z mesom, okuženim s črvi. Ladijski starejši kirurg dr. Sergej Smirnov je meso, ki je na ladjo od dobaviteljev s kopnega prispelo prejšnji dan, po površnem pregledu odobril za uživanje.
Povod za upor je bila grožnja Ippolita Giljarovskega, namestnika poveljnika ladje, da bo člane posadke, ki bodo hrano zavrnili, dal ustreliti. Poklical je ladijsko pomorsko stražo in dal prinesti ponjavo, da bi zaščitil ladijski krov pred morebitno krvjo, z namenom prestrašiti posadko. V uporu, ki je sledil, je Giljarovskega smrtno ranil in ubil Grigorij Vakulinčuk, en od vodij upora. Uporniki so ubili sedem od Potjomkinovih osemnajstih častnikov, vključno s kapitanom Jevgenijem Nikolajevičem Golikovim, njegovim namestnikom Giljarovskim in kirurgom Smirnovom. Zajeli so torpedni čoln Ismail, ki jih je spremljal in organizirali ladijski komite 25 mornarjev, ki jih je vodil Afanasij Nikolajevič Matjušenko, ki je pobegnil z ladje.
Ladijski komite se je odločil pod rdečo zastavo odpluti v Odeso. Tam je ravnokar potekala splošna stavka. Mornarji Potjomkina se stavki niso pridružili in so raje v pristanišču počakali na druge ladje Črnomorske flote. Uspelo jim je zajeti vojaško transportno ladjo Veha, v nemirih med stavkajočimi in policijo pa je pogorelo pristanišče. 29. junija popoldne je bil Vakulinčukov pogreb, ki se je spremenil v politične demonstracije. Vojska je poskušala pripraviti zasedo za mornarje, ki so se udeležili pogreba. Potjomkin je na to odgovoril z dvema topovskima streloma na gledališče, kjer naj bi potekal sestanek vojaških voditeljev, vendar je zgrešil.
Poveljnik Črnomorske flote viceadmiral Georgij Pavlovič Čuhnin je ukazal poslati dve eskadri v Odeso, ki naj posadko Potjomkina bodisi prisilijo k predaji, bodisi ladjo potopijo. 30. junija zjutraj je Potjomkin izplul iz Odese in se srečal s tremi bojnimi ladjami prve eskadre, Tri Svjatitelja,  Dvenadcat Apostolov in Georgij Pobjedonosec. Ladje so se obrnile proč, nato pa je prispela še druga eskadra, ki sta jo sestavljali bojni ladji Rostislav in Sinop. Viceadmiral Aleksander Hristjanovič Kriger, vršilec dolžnosti poveljnika Črnomorske flote, je ladjam ukazal pluti v Odeso, vendar je Potjomkin znova plul skozi obe eskadri, saj Kriger svojim ladjam ni ukazal streljati. Kapitan Dvenadcat Apostolov je poskušal zadeti Potjomkina, vendar je posadka ladje to preprečila. Kriger je nato ukazal umik ladij, vendar se je posadka Georgija Pobjedonosca uprla in se pridružila Potjomkinu.
Posadka Potjomkina je 7. julija priplula v romunsko Konstanco in prosila za azil. Ko so položili orožje, so prejeli azil, ladja pa je bila v pristanišču pod romunsko zastavo potopljena. 10. julija je bila ladja vrnjena Ruski imperialni mornarici in brez težav dvignjena ter je isti dan odplula v Sevastopol.
12. oktobra je bila preimenovana v Pantelejmon in je med prvo svetovno vojno sodelovala v spopadih s Turško vojno mornarico. Po februarski revoluciji je zamenjala ime najprej v Potjomkin-Tavričeskij, nato pa v Borec za svobodu. Med rusko državljansko vojno je bila poškodovana. Pozneje je bila preimenovana v Pantelejmon in je med prvo svetovno vojno sodelovala v spopadih s Turško vojno mornarico. Marca 1918 je bila dana v rezervo, aprila 1919 pa so Britanci uničili njene motorje, da ne bi mogla sodelovati v operacijah proti Belem gibanju. Leta 1923 se je začel njen razrez, 21. novembra 1925 pa je bila uradno upokojena.
Upor je bil slavno ovekovečen v nemem filmu Sergeja Eisensteina Križarka Potemkin. Za snemanje je bila namesto razrezanega Potjomkina uporabljena ladja Dvenadcat apostolov.

## Opomba
1. ↑  Vsi datumi v tem članku so po gregorijanskem koledarju.